# Xplosief
Xplosief was een interactief programma op SBS6 met reportages en entertainment. De presentatie was in handen van Arlette Adriani en Harold Verwoert. SBS6 herintroduceerde hiermee het programma Explosief (dat op zijn beurt een voortzetting was van Real TV) van Jeroen van der Boom, Ariane Spier en Ellemieke Vermolen, dat van 1996 tot 2006 elke doordeweekse dag tegen acht uur 's avonds werd uitgezonden. In Explosief kwamen filmpjes (vaak amateurvideo-opnames) voorbij met veelal schokkende dingen, voornamelijk uit de Verenigde Staten.
Xplosief werd vanaf 7 februari 2006, 13 weken lang op de late dinsdagavond rond 23.55 uur uitgezonden. Reportages uit binnen- en buitenland worden afgewisseld met grappen met de verborgen camera. De kijker maakte kans op 450 euro als hij of zij het goede antwoord wist op de vraag die Arlette en Harold na afloop van een filmpje stellen.